# Predel·la

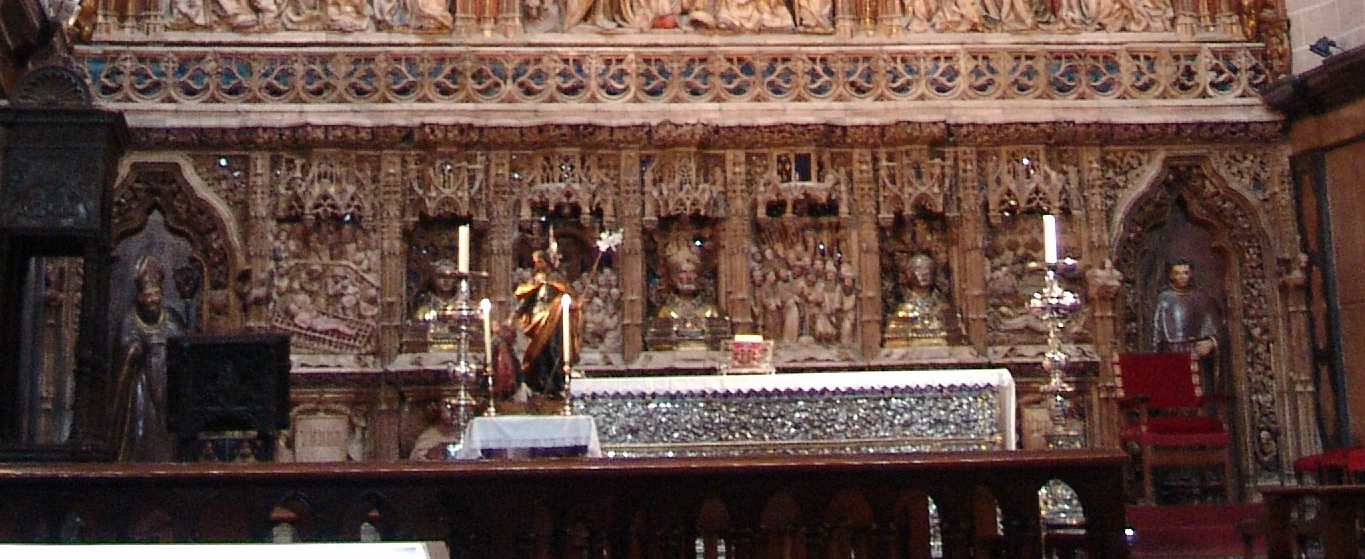
Predel·la del Retaule major de la Seu de Saragossa, obra de Pere Joan

La predel·la (de l'italià predella) o bancal és la part inferior d'un retaule, que li fa de sòcol o basament. En general, el bancal és la part del retaule que reposa directament damunt l'altar.
En els retaules gòtics la predel·la es presenta dividida en diversos compartiments o cases que poden representar imatges de sants (generalment de mig cos) al voltant de la representació simbòlica de Jesús al sepulcre, l'anomenat Crist de Pietat o Baró de Dolors. També s'hi poden trobar escenes relatives a la Passió de Crist o a la vida, miracles i martiri del sant titular del retaule.
En els retaules barrocs, el bancal acostuma a estar centrat pel sagrari.
Exemples de predel·les són:
- Jaume Huguet, Els sants metges Cosme i Dami, al bancal del Retaule dels sants Abdó i Senén de l'església de Sant Pere De Terrassa (1460).
- Luca Signorelli, L'adoració dels pastors de San Francesco de Città di Castello, avui a la National Gallery de Londres (1496).
- Matthias Grünewald, La lamentació de Crist al Retaule d'Issenheim, al Museu d'Unterlinden, Colmar (1512-1516).
- Pietro Perugino, Santa Flàvia, fragment d'una predel·la conservada a la Pinacoteca Vaticana (1496-1499).